# Davidkovo
Davidkovo (Bulgaars: Давидково) is een dorp in de Bulgaarse  oblast Smoljan. Op 31 december 2019 telde het dorp 517 inwoners.

## Bevolking
De bevolking bereikte in 1956 een hoogtepunt. Sindsdien neemt de bevolking langzaam maar geleidelijk af. Vooral na de val van het communisme is de bevolkingsafname versneld. De bevolking bestaat uitsluitend uit etnische Bulgaren (met name Pomaken).